# با تو (فیلم)
با تو (به هندی: Aap Ke Saath) فیلمی محصول سال ۱۹۸۵ و به کارگردانی جی.اوم پراکاش است. در این فیلم بازیگرانی همچون آنیل کاپور، وینود مهرا، اسمیتا پاتیل، راتی آگنیهوتری، آمریش پوری، اوتپال دوت ایفای نقش کرده‌اند.